# Arthur Schmid senior
Arthur Schmid (* 30. April 1889 in Staffelbach; † 14. November 1958 in Oberentfelden) war ein Schweizer Politiker (SP).

## Leben
Bereits während seines Studiums der Nationalökonomie an der Universität Zürich trat er der SP bei. Er promovierte 1912 und arbeitete als Handelslehrer in Zürich. Von 1917 bis 1920 war er Mitglied des Zürcher Kantonsrats. Im Juni 1919 wurde er in den Stadtrat von Winterthur gewählt, gab aber bereits fünf Monate später zugunsten des Nationalrats seinen Rücktritt bekannt.
Von 1921 bis 1958 war er Mitglied des Aargauer Grossen Rates. Von 1919 bis zu seinem Tod war er Nationalrat. Als Nationalrat engagierte er sich in der Aussen-, der Finanz- und Bildungspolitik des Landes. Grosse Verantwortung trug er 1941 bis 1947 als Mitglied der Vollmachtenkommission. Bedeutend ist auch seine publizistische Tätigkeit. Unter seiner Leitung entwickelte sich der «Freie Aargauer» zu einer angesehenen Tageszeitung. Schmid engagierte sich auch im Vorstand des Schweizerischen Zeitungsverlegerverbands.

## Persönliches
1926 heiratete er Frieda Lina Herzig. 1928 wurde sein Sohn Arthur Schmid junior geboren, der ebenfalls für die SP politisierte.